# تلوين رومانوفسكي
صبغة رومانوفسكي (بالإنجليزية:  Romanowsky stain)‏ كانت النموذج الأول للصبغات ومن بعدها أتت الصبغات التي تشابهها ومنها صبغة جيمسا وجينر ورايت وفيلد وليشمن، التي تفرق الخلايا في العينات المريضة.

## الفحص المجهري لشرائح الدم المصبوغة

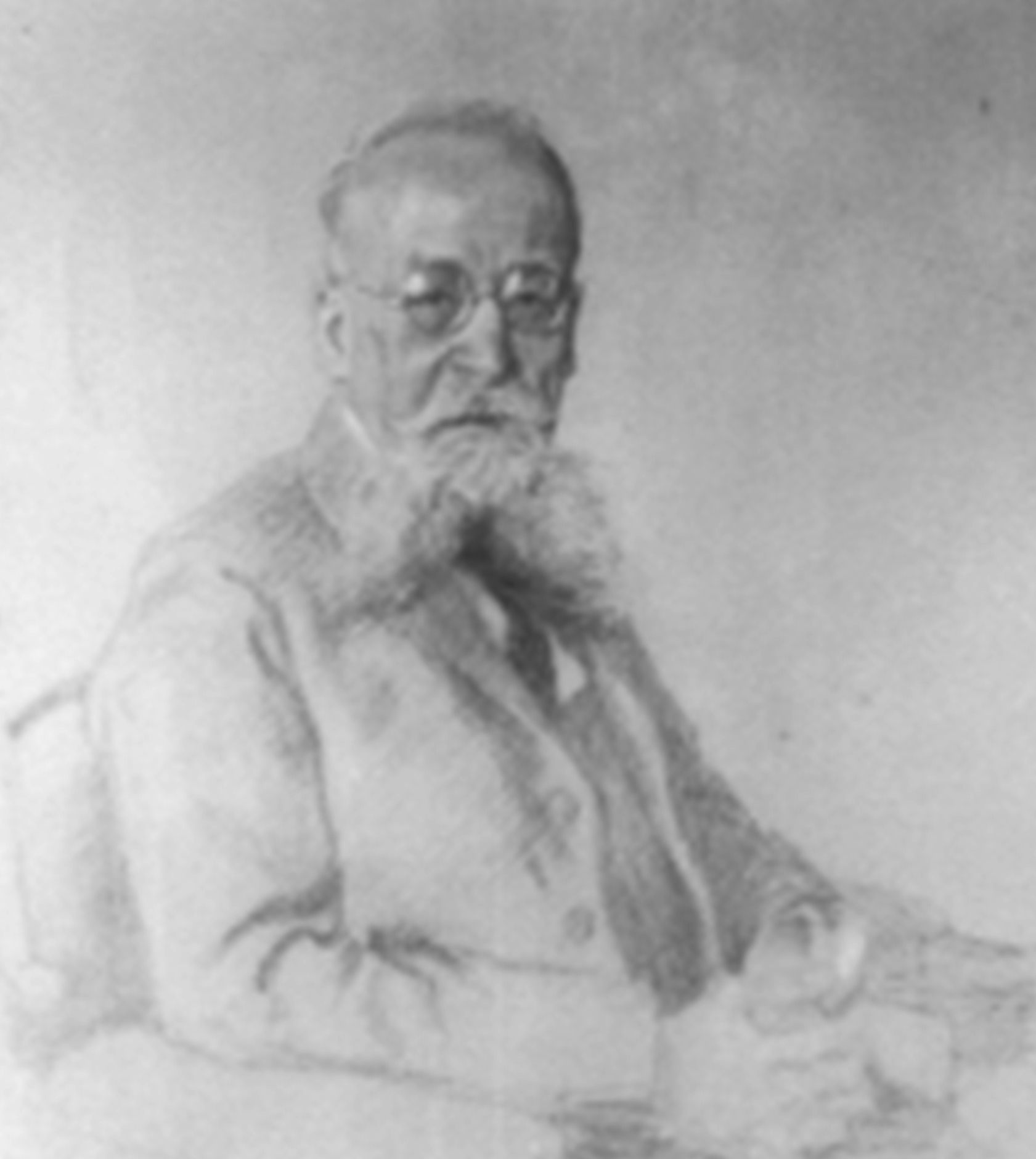
ارنست مالكوويسكي

استخدم باول إرليش مخاليط من الصبغات الحمضية والقاعدية لهذا الغرض في عام 1879. فمثلا فكشن (حمض) فوشين والأزرق الميثيليني Methylene Blue (قاعدة). في عام 1891 ارنست مالكوويسكي ورومانوفيسكس بشكل مستقل طورا الطريقة باستخدام ايوسن والأزرق الميثيليني المطور لينتج شكل لا يتصل بأي من الصبغتين.صبغة بنفسجية رائعة.
متطلبات حدوث تأثير ملكويسكس - رومانوفيسكس جيمسا تكون: صبغة كاتيونينة وأفضل مثال يكون ازيور ب، والبرغم من أن ازيور أ يعطي للنواة لون بنفسجي، و اللون الأزرق للسيتوبلازم سيكون متداخل. صبغة انيونية والأفضل ايوسن لأن محاليل الصبغات السائلة كانت غير موجود وتم استخدام الميثانول كمذيب. ليشمن ورايت ايدو استخدام الميثانول كمثبت قبل الصبغ. جيمسا طور هذه الطريقة بإضافة الجلسرول ليزيد الثباتية.
ازالة الميثيل من الأزرق الميثيليني في محلول سائل باستخدام الحرارة والقاعدية تنتج خليك من ازيور أ وازيور ب، البنفسجي الميثيليني والأزرق الميثيليني. ايوسين يتم اضافتة لينتج صبغة متعادلة.المترسب يتم اذابتة في محلول من الميثنول والجليسرول ليشكل محلول مخزن. يتم تخفيف هذا المحلول بالماء أو في بفر ليشكل محلول العمل المستخدم في عملية الصبغ. محلول العمل يكون ثابت لمدة 3 ساعات.
إجراءات اصطياد اميونوكروماتوغرافي Immunochromatographic Capture تكون خيارات تشخيصية لايستخدم فيها المجهر.

## الآلية
تكمن قيمة تلوين رومانوفسكي في قدرته على إنتاج مجموعة واسعة من الأشكال، ما يسمح بتمييز المكونات الخلوية بسهولة. يشار إلى هذه الظاهرة باسم تأثير رومانوفسكي، أو بشكل أكثر عمومية باسم مبدل التنسج.

### تأثير رومانوفسكي
في عام 1891، طور رومانوفسكي صبغة باستخدام خليط من الإيوزين (عادةً الإيوزين Y) والمحاليل القديمة من الميثيلين الأزرق التي شكلت درجات لا تُعزى إلى مكونات التلوين وحدها: ظلال مميزة من اللون الأرجواني في كروماتين نواة الخلية وداخل الحبيبات في السيتوبلازم لبعض خلايا الدم البيضاء. أصبح هذا معروفًا باسم تأثير رومانوفسكي أو رومانوفسكي-غيمسا. لا ينتج عن الإيوزين وأزرق الميثيلين النقي وحدهما (أو معًا) تأثير رومانوفسكي، والبقع النشطة التي تنتج هذا التأثير تعتبر الآن أزرق ب والإيوزين.

### أزرق الميثيلين متعدد الألوان (الكروم)
يمكن صنع صبغات رومانوفسكي إما من مزيج من الأصباغ النقية، أو من أزرق الميثيلين الذي تعرض لنزع الميثيلين المؤكسد، ما يؤدي إلى تكسير أزرق الميثيلين إلى عدة صبغات أخرى، بعضها ضروري لإنتاج تأثير رومانوفسكي. يُعرف أزرق الميثيلين الذي خضع لهذه العملية المؤكسدة باسم أزرق الميثيلين متعدد الألوان. قد يحتوي أزرق الميثيلين متعدد الألوان على ما يصل إلى 11 صبغة، بما في ذلك الميثيلين الأزرق (الأزوري) 1، والأزرق (الأزوري) 2، والأزوري 3، والثيونين، والميثيلين البنفسجي بيرنثيسين، وميثيل ثيونولين، وثيونولين. يعتمد التركيب الدقيق لأزرق الميثيلين متعدد الألوان على الطريقة المستخدمة، وحتى دفعات من الصبغة من نفس الشركة المصنعة قد تختلف في التركيب.
على الرغم من إثبات أن الأزوري 2 والإيوزين هما المكونان المطلوبان لإنتاج تأثير رومانوفسكي لم تستخدم هذه الصبغات في أشكالها النقية دائمًا في صياغة حلول التلوين. كانت المصادر الأصلية للأزوري 2 (أحد منتجات أكسدة الميثيلين الأزرق) من محاليل الميثيلين الأزرق متعددة الكروم، والتي عولجت بعوامل مؤكسدة أو سمح لها بالتقدم في العمر بشكل طبيعي في حالة رومانوفسكي كان إرنست مالاتشوسكي في عام 1891 أول من استخدم اللون الأزرق الميثيلين متعدد الألوان عن قصد لاستخدامه في صبغة رومانوفسكي.

## وصلات خارجية
- Diagnosis and Treatment of Malaria مراكز مكافحة الأمراض واتقائها website on malaria diagnosis and treatment
- Field stain Staining methods for the identification of malaria parasites
- Laboratory Diagnosis of Malaria This Royal Perth Hospital (Australia) website provides an excellent overview of malaria diagnostics
- UK malaria advisory, diagnostic and reference service for malaria The Malaria Reference Laboratory of the Public Health Laboratory Service in the UK